# Cladorrhinum phialophoroides
Cladorrhinum phialophoroides är en svampart som beskrevs av Mouch. & W. Gams 1993. Cladorrhinum phialophoroides ingår i släktet Cladorrhinum och familjen Lasiosphaeriaceae.   Inga underarter finns listade i Catalogue of Life.